# Agathe Elisabeth Henriette Larrivée
Agathe Elisabeth Henriette Larrivée, dite aussi L'Arrivée, (6 novembre 1764 – 26 mars 1839) était une violoniste, pianiste et compositrice française. Elle a étudié auprès du compositeur et harpiste Jean-Baptiste Krumholz. À la fin des années 1780, elle se produit dans les provinces françaises avec sa famille, le chanteur d'opéra Henri Larrivée, sa mère, la soprano Marie-Jeanne Larrivée Lemière, et sa sœur Camille, harpiste. Par la suite, elle joue comme pianiste et violoniste avec sa sœur à Londres en 1791 et 1794. Après avoir épousé le compositeur Antonio Borghese (1745-1806), Henriette se produit avec lui en France en 1799. Elle a également composé au moins deux œuvres dont une sonate pour trio de piano, violon et basse,,.